# The Butcher
The Butcher é um filme de 2009.

## Elenco
- Eric Roberts como Merle Hench
- Robert Davi como Murdoch
- Keith David como Larry Cobb
- Geoffrey Lewis como Naylor
- Irina Björklund como Jackie
- Michael Ironside como Teddy Carmichael
- Bokeem Woodbine como Chinatown Pete
- Guillermo Díaz como Owen Geiger
- Paul Dillon como Doyle